# 八幡の戦い
八幡の戦い（はちまんのたたかい、男山の戦い、男山八幡の戦いとも）は、南北朝時代の観応の擾乱の余波として発生した合戦の一つ。正平7年/文和元年（1352年）閏2月から5月にかけて、山城国京都から男山八幡（京都府八幡市の石清水八幡宮）において、後村上天皇ら南朝方の軍勢と、足利義詮ら北朝方の軍勢との間で行われた合戦である。

## 背景
観応の擾乱により、北朝は足利尊氏派と足利直義派に分裂した。直義派による高師直・高師泰兄弟の謀殺後も対立は止まらず、正平6年/観応2年（1351年）直義は自派の武将を伴って京都を脱出し、北陸・信濃を経て鎌倉に入った。尊氏は直義討伐を優先し、南朝と和睦して後村上天皇から足利直義・足利直冬追討令を得た。尊氏は、嫡子足利義詮を京都に残し、東海道を東進した。
尊氏の南朝への降伏により北朝の崇光天皇は廃され、年号も北朝の「観応2年」が廃されて南朝の「正平6年」に統一された（正平一統）。
正平7年/文和元年（1352年）2月、鎌倉で足利直義が急死。北朝方の混乱を見た北畠親房は、正平一統を破棄。尊氏の征夷大将軍を解任し、東西で呼応して京都と鎌倉の同時奪還を企てた。

## 経過
閏2月20日、京都の南朝方楠木正儀、北畠顕能らは、足利尊氏不在の隙を突き、急遽和議を破り足利義詮へ攻撃を開始した。不意を突かれた北朝方は苦戦に陥り、七条大宮の戦いで細川頼春が戦死し、足利義詮は近江に逃れた。南朝方は南北朝分裂以降初めて京都を奪還した。北朝の光厳上皇、光明上皇、崇光上皇、直仁親王は南朝方に捕われ、賀名生へ移された。後村上天皇は行宮を賀名生から河内国東条（河南町）、摂津国住吉（大阪市住吉区）、さらに山城国男山八幡（京都府八幡市の石清水八幡宮）へ移した。なお同じ時期、関東でも新田義貞の遺児新田義興・新田義宗らが征夷大将軍に任じられた宗良親王と共に挙兵し（武蔵野合戦）、一時的に京都・鎌倉の双方が南朝方の支配下となった。
近江へ逃れた義詮は、各地の守護の力を結集し、勢力回復を図った。佐々木道誉、細川顕氏、土岐頼康らに加え、足利直義派だった山名時氏や斯波高経らも義詮の味方となった。勢力を盛り返した北朝方は3月15日に京都を奪還。続いて、後村上天皇の仮御所のある男山八幡を包囲した。
北朝方は守りの固い男山八幡に対し、包囲し兵糧攻めを行った。包囲戦は約二ヵ月におよび、飢えに苦しむ南朝方から熊野湯川荘司等、北朝方へ寝返る武将も現れた。後村上天皇は5月11日に側近とともに包囲を脱出し、男山八幡は陥落した。この時、後村上天皇を守るために四条隆資、一条内嗣（経通の子）、滋野井実勝ら公卿が戦死している。

## 影響
この戦いにより正平一統は破棄された。一時は南朝方が京都・鎌倉の両方を占領した。足利尊氏は関東で南朝方との戦いに追われており上方の危機に対応できなかったが、足利義詮は有力守護の助力を得て京都を奪還することができた。
しかし、北朝の三上皇と皇太子は賀名生に捕らわれており、また北朝の三種の神器までもが南朝に接収されたため、足利幕府の法的根拠を失ってしまう状況になった。北朝方は8月17日に神器無しで強引に後光厳天皇を践祚させ、尊氏も将軍に復帰したが、先に尊氏が南朝に降伏したこともあり、北朝と幕府の権威を傷つけることとなった。

## 参加人物
南朝勢
後村上天皇、北畠親房、楠木正儀、北畠顕能、千種顕経、四条隆資
北朝勢、足利勢
足利義詮、佐々木道誉、土岐頼康、細川顕氏、細川頼春、細川頼之、細川頼有、斯波高経、山名師義、赤松光範